# Basiothia protocharis
Basiothia protocharis är en fjärilsart som beskrevs av Heinrich Benno Möschler. Basiothia protocharis ingår i släktet Basiothia och familjen svärmare. Inga underarter finns listade i Catalogue of Life.